# Sister Double Happiness
I Sister Double Happiness erano un gruppo alternative rock statunitense formatosi a San Francisco attivo tra il 1986 ed il 1995. Il gruppo era formato da Gary Floyd, dalla caratteristica voce nasale e Lynn Perko, membri del seminale gruppo punk rock texano dei Dicks e Ben Cohen dei the Pop-o-Pies.
Il loro stile fondeva blues rock, hard rock e southern rock.

## Formazione
- Gary Floyd - voce e armonica.
- Lynn Perko - batteria, percussioni, piano e organo.
- Ben Cohen - chitarre e mandolino
- Jeff Palmer - basso
- Danny Roman - chitarra
- Miles Montalbano - basso

## Discografia

### Album in studio
- 1988 - Sister Double Happiness (SST)
- 1991 - Heart and Mind (Reprise)
- 1993 - Uncut (Warner Chapel Music, riedito dalla Dutch East India Trading)
- 1994 - Horsey Water (Sub-Pop)

### EP
- Sister Double Happiness (Warner Chapel Music, riedito dalla Dutch East India Trading)